# Жабокрекска акция
Жабокрекската акция е терористичен акт на Рило-пиринския партизански отряд по време на Партизанското движение в България (1941 – 1944).

## Ход на акцията
Жабокрекската акция е насочена едновременно срещу 4 обекта на правителствените сили, разположени по протежение на 20 километра по долината на река Рилска. За целта е сформиран сборният Рило-пирински партизански отряд от 350 души. 
При акцията е нападната Кочериновската почивна станция, като в село Пастра охраняващата я рота от запасняци не оказва съпротива. Разбити са работилници и складове в местността Жабокрек, а в местността Пчелина е обезоръжена рота от тиловаци. Партизаните вземат трофеи – оръжие, боеприпаси и продоволствие. На обектите са нанесени значителни материални щети.
След това партизаните нападат вилата на Едуард Наудашер, швейцарски бизнесмен, основал в началото на XX век предприятието „Гранитоид“, един от първите производители на цимент в България. Във вилата се намира и управата на притежаваната от „Гранитоид“ Каскада „Рила“, но самият Наудашер е напуснал страната няколко дни преди нападението. В хода на акцията са ранени двама партизани. В почивната станция са убити неясен брой възстановяващи се там германски военни, които не са въоръжени. След това партизанската група подпалва почивната станция, след което напада случайно минаващ по посока Рилския манастир автобус. От него са свалени пътниците, сред които е дъщерята на директора на „Гранитоид“ и техническият директор на дружеството.' След като застрелват последните двама партизаните запалват автобуса и бягат.

## Оценки на акцията
За целите и характера на Жабокрекската акция в днешно време има противоречащи си мнения според публикуваните документални източници.
- По спомените на комунистически партизани, участвали в акцията, тя е нападение срещу действащи подразделения на Вермахта в България и български правителствени сили[3][4].
- По спомените на живеещи в района нападението е срещу възстановяващи се ранени германски войници[5]. Подобна е версията на регента Богдан Филов, посетил района 4 дена по-късно за годишнината от смъртта на цар Борис III: според него 7 от загиналите германски войници са били болни[6].
- Според германския военен аташе в България нападението е срещу германски военни обекти и подразделения. Отразено е в 2 твърде секретни телеграми.

Телеграма № 03011
Обстановка относно бандите.
Стара България:
На 24 август в района на Рила (на 16 км североизточно от Горна Джумая) са застреляни от бандити един германски старши лейтенант, трима войници и един германски инженер.* От изпратената срещу тях германска част има 1 убит и 13 безследно изчезнали. От Горна Джумая е изпратен германски отряд да търси безследно изчезналите.
Военен аташе в София (п) Хайнрих Геде
NAUS, T-78, R. 333, Fr., 290677 – 290678, Фотокопие, машинопис, превод от немски език.
* Става дума за акцията на Рило-пиринския отряд срещу хитлеристки работилници и складове в местността Жабокрек (бел. ред.)
Телеграма № 03023
Обстановка относно бандите.
Стара България:
На 24 август банда с численост 100 – 150 души извърши нападение срещу германско подразделение за фронтово разузнаване на 65 км югозападно от София.* Наши загуби: 6 души убити, няколко ранени. Материални щети: жилищните помещения, бензинът, взривните вещества са унищожени, респективно ограбени. Седем товарни автомобила са опожарени и разграбени.
Военен аташе в София (п) Хайнрих Геде
NAUS, T-78, R. 333, Fr., 290681, Фотокопие, машинопис, превод от немски език.
* Става дума за акцията на Рило-пиринския отряд срещу хитлеристко поделение, разположено в кочериновската почивна станция. (бел. ред.)